# مستشفى الرميلة
مستشفى الرميلة هو أقدم مرفق صحي في دولة قطر حيث تم بناؤه عام 1979 وتم افتتاحه عام 1979 كمستشفى عام بسعة 130 سرير وقسم للطوارئ واخر للعيادات الخارجية.

## التطوير
عقب افتتاح مستشفى حمد العام سنة 1982 تم تحويل مستشفى الرميلة إلى مركز لاعادة التأهيل الصحي للمرضى المعاقين من كبار السن والاطفال. ونظرا للحاجة الملحة إلى تجديد المستشفى انذاك فقد قررت الإدارة تبني خطة عشرية لاعادة بناء هذا المرفق الصحي على ثلاث مراحل.
وقد تم الانتهاء من عملية تجديد أو إعادة بناء مستشفى الرميلة عام 1997 وكان ذلك بمثابة انجاز عظيم ونقطة تحول في تاريخ مؤسسة حمد الطبية حيث تم تحويل ذلك المستشفى القديم إلى مرفق طبي حديث بسعة 306 سرير يتميز بمساحات واسعة وبيئة نظيفة وهادئه.
علاوة على الخدمات التاهيلية العلاجية أضيفت إلى قائمة خدمات مستشفى الرميلة الجراحة التجميلية، وجراحة الانف والاذن والحنجرة، وطب العيون، والجراحة البسيطة التي تجرى في قسم العيادات الخارجية، واسعاف حالات النوبات القلبيه.

## مشاريع قادمه
سيضاف إلى اقسام مستشفى الرميلة سبع غرف للعمليات ومختبر طبي ووحدة للتشخيص الاشعاعي تشمل التصوير بالطنين المغناطيسي والتصوير بالامواج الفوق صوتية وأجهزة فحص كثافة العظام، ويقوم على إدارة مستشفى الرميلة فريق من الإداريين والاطباء من ذوي الخبرة والكفاءة.

## وصلات خارجية
- وزارة الخارجية القطرية